# چاج
روستای چاج، روستایی است در دهستان باقران از توابع بخش مرکزی شهرستان بیرجند، واقع در استان خراسان جنوبی که بر اساس سرشماری سال ۱۳۸۵ مرکز آمار ایران، جمعیت آن بالغ بر ۳۵۷ نفر بوده‌است.

## محصولات کشاورزی
محصولات کشاورزی این روستا بیشتر زرشک،اناب،زعفران و بادام می باشد.